# Вермон, Матьё Жак де
Матьё Жак де Вермо́н (фр. Mathieu-Jacques de Vermond), прозванный аббат де Вермон (abbé de Vermond; 1735 год — 1806 год, Вена) — учитель французского языка Марии-Антуанетты, её доверенное лицо и советник. В начале Французской революции эмигрировал в Вену. Его называли причиной всех ошибок королевы.

## Карьера
Доктор Сорбонны; библиотекарь в библиотеке Мазарини. По рекомендации его покровителя Ломени де Бриенн герцог Шуазёль отправил Вермона в Вену, выполняя просьбу Марии Терезии прислать какую-нибудь духовную особу из Франции, чтобы её дочь, обручённая с герцогом Беррийским (будущим Людовиком XVI), совершенствовалась во французском языке.
Вермон приобрёл дружбу и доверие молодой эрцгерцогини; сопровождал её во Францию и нашёл благовидный предлог остаться ей служить. Он поощрял неприятие молодой принцессой версальского этикета, одобрял её насмешки над теми, кто придерживался старинных придворных обычаев, и не допускал близких отношений между Марией-Антуанеттой и принцессами, дочерьми Людовика XV.
Когда Людовик XVI вступил на престол, Вермон помог своему покровителю архиепископу Ломени стать главой Королевского финансового совета (1787) и сыграл особую роль в мошенничестве с ожерельем королевы (1785).
В начале революции (1789) из-за всеобщего негодования, обращённого, в частности, и против него, Вермон удалился в Валансьен, затем в Вормс и дальше в Вену. Он умер в Вене в 1806 году.